# Дедюхин, Борис Васильевич
Бори́с Васи́льевич Дедю́хин (1931—2005) — советский и российский прозаик, очеркист и журналист, член Союза писателей России.

## Биография
Родился 24 июня 1931 года в деревне Сергеевка Тамалинского района Балашовского округа Нижне-Волжского края РСФСР (ныне с. Большая Сергеевка Тамалинского района Пензенской области), в семье учителей. Окончив Ульяновскую среднюю школу № 1, поступил на филологический факультет Горьковского государственного университета. Уже во время учёбы в вузе начал сотрудничество с областными газетами и радио, а за полгода до защиты диплома преподавателя русского языка и литературы зачислен в штат выпускающим в газетах «Горьковская правда» и «Ленинская смена». По окончании университета в 1953 году направлен в газету «Волжская вахта», где сначала работал литературным сотрудником, затем заведующим отделом, а в дальнейшем ответственным секретарём. В 1959 году вступил в КПСС, а в 1960-м отделом пропаганды и агитации ЦК партии направлен в Сахалинскую область, где возглавил редакцию охинской городской газеты «Сахалинский нефтяник». В сентябре 1962 года стал главным редактором областной молодёжной газеты «Молодая гвардия», сменив на этой должности И. Е. Белоусова. Находился на этом посту до марта 1964 года (заменил его Ю. В. Мокеев) и  в 1965 году переехал в Саратов, где жил и работал до конца жизни. Участвовал в создании литературно-художественного журнала «Волга», первый номер которого вышел в январе 1966 года. Работал заведующим отделом публицистики и очерка, а с 1973 до 1983 года являлся заместителем главного редактора этого издания. Вёл общественную работу, избирался секретарем партийной организации Саратовской писательской организации и журнала «Волга». В 1991 году начал издавать журнал «Гонец» и «Библиотеку православного христианина».
Лауреат Саратовской областной литературной премии «Золотой колос», литературной премии Саратовской области имени М. Н. Алексеева (2002, за роман «Ночь»).
Умер 19 июня 2005 года в Саратове.

## Творчество
В 1952 году опубликовал свой первый рассказ в газете «Пионерская правда». Первая книга очерков «Здравствуй, капитан» вышла в 1961 году в Южно-Сахалинске, а через год там же — первая, написанная для детей, повесть «Боцман объявляет аврал». В 1963 году участвует в V Всесоюзном совещании молодых писателей в Москве. В написанных позже повестях «Счастье тебя найдёт» (1964) и «Иду на Вы!» (1969) отобразил жизнь геологов, нефтяников, моряков Сахалина и Курил; первый его роман «Сейнер» (1979) стал итогом более чем годичного пребывания автора на рыболовных судах Тихого океана и на пассажирских пароходах Волги; повести «Крэк» (1974) и «Приз Элиты» (1979) отразили его знакомство с жизнью коневодов Кубани, Поволжья, Подмосковья, помноженное на впечатления деревенского детства. По́зднее творчество писателя, начиная с исторического романа «Чур меня», связано с глубоким интересом к русскому средневековью и православию.

### Книги
- Здравствуй, капитан: Очерк [О капитане катера БМ-0492 А. Насине]. — Южно-Сахалинск: Сахалинское книжное изд-во, 1962. — 23 с. — (Сахалинский рассказ и очерк).
- Боцман объявляет аврал: Повесть [Для младш. и сред. школьного возраста]. — Южно-Сахалинск: Сахалинское книжное изд-во, 1962. — 72 с.
- Счастье тебя найдёт: Повесть. — Южно-Сахалинск: Сахалинское книжное изд-во, 1963. — 184 с.
- Вера в человека: Очерк [об экипаже сейнера «Мещера»]. — Южно-Сахалинск: Сахалинское книжное изд-во, 1965. — 28 с.
- Иду на Вы!  (Воспоминания Гешки Журавлёва): Повесть. — Саратов: Приволжское кн.изд-во, 1969. — 142 с.
- Слава на двоих. — М.: Современник, 1973.
- Крэк: Повесть. — Саратов: Приволжское кн.изд-во, 1974. — 168 с.
- Сейнер: Роман. — М.: Современник, 1978. — 335 с.
- Приз Элиты: Повесть. — Саратов: Приволжское кн.изд-во, 1979. — 238 с.
- Жажда: Очерк. — М.: Советская Россия, 1979. — 80 с. — (Писатель и время).
- Чур меня: Роман [о князе Василии I]. — Саратов: Приволжское кн.изд-во, 1982. — 360 с.
- Тяжёлый круг: Роман; Слава на двоих: Повесть. — М.: Современник, 1984. — 414 с.
- Табуны в междуречье: Докум.-худож. повесть о Еланском конезаводе. — Саратов: Приволжское кн.изд-во, 1985. — 199 с.
- Тёплые росы: Очерки. — Саратов: Приволжское кн.изд-во, 1988. — 237 с. — ISBN 5-7633-0007-6.
- В братстве без обиды: Исторический роман [О Московском князе Василии I и Андрее Рублёве]. — Саратов: Приволжское кн.изд-во, 1989. — 515 с. — ISBN 5-7633-0109-9.
- Сердца сокрушённые: Беседы, интервью, очерки о русском православии. — Саратов: Приволжское кн.изд-во, 1990. — 413 с. — ISBN 5-7633-0213-3.
- Василий, сын Дмитрия: Исторический роман в двух книгах. — М.: Армада, 1995.
- О. Н. Гладышева, Б. В. Дедюхин. Крест: Исторический роман в 2 томах. — М.: Армада, 1998.
- О. Н. Гладышева, Б. В. Дедюхин. Ночь: Исторический роман. — М.: АСТ: Астрель, 2000. — ISBN 5-17-004428-3.

### Публикации в прессе
- Короткие рассказы // Советский Сахалин. — 1963. — 10 мая (№ 110). — С. 4.
- На самой дальней буровой: главы из повести «Счастье тебя найдёт» // Советский Сахалин. — 1963. — 29 июня (№ 155). — С. 4.
  - На самой дальней буровой (окончание) // Советский Сахалин. — 1963. — 2 июля (№ 157). — С. 3—4.